# گولیاث
گولیاث (انگلیسی: Goliath) شرکت خودروسازی آلمانی است، که در سال ۱۹۶۱ تأسیس شد.